# Mario Pacay
Mario Pacay (* 20. Juli 1997) ist ein guatemaltekischer Leichtathlet, der sich auf den Langstreckenlauf spezialisiert hat.

## Sportliche Laufbahn
Erste internationale Erfahrungen sammelte Mario Pacay im Jahr 2014, als er bei den Zentralamerika- und Karibikspielen in Xalapa in 14:27,34 min die Bronzemedaille im 5000-Meter-Lauf hinter dem Mexikaner Juan Luis Barrios und Iván Darío González aus Kolumbien gewann und über 10.000 Meter nicht ins Ziel kam. Im Jahr darauf belegte er bei den Panamerikanischen Spielen in Toronto in 30:16,37 min den siebten Platz im 10.000-Meter-Lauf und gelangte mit 14:07,87 min auf Rang elf über 5000 Meter. 2016 belegte er bei den Ibero-Amerikanischen Meisterschaften in Rio de Janeiro in 14:04,94 min auf den sechsten Platz über 5000 Meter und anschließend gelangte er bei den U20-Weltmeisterschaften in Bydgoszcz mit 13:55,90 min auf Rang elf und wurde in 29:51,66 min 14. über 10.000 Meter. Im Jahr darauf siegte er in 3:49,52 min im 1500-Meter-Lauf bei den Zentralamerikaspielen in Managua und gewann in 15:11,92 min und 32:44,16 min jeweils die Silbermedaille über 5000 und 10.000 Meter hinter seinem Landsmann Carlos Trujillo. 2018 siegte er in 14:41,86 min über 5000 Meter bei den Zentralamerikameisterschaften in Guatemala-Stadt und gewann dann bei den Zentralamerika- und Karibikspielen in Barranquilla in 13:56,30 min die Silbermedaille über 5000 Meter hinter dem Kolumbianer José Mauricio González und musste sich über 10.000 Meter in 3:09,79 min nur Juan Luis Barrios aus Mexiko geschlagen geben.
2019 gelangte er bei den Panamerikanischen Spielen in Lima mit 14:00,99 min auf den neunten Platz über 5000 Meter und wurde in 29:30,83 min Zehnter über 10.000 Meter. Im Jahr darauf siegte er in 14:33,58 min über 5000 Meter bei den Zentralamerikameisterschaften in San José und 2021 verteidigte er seinen Titel bei den Zentralamerikameisterschaften ebendort in 14:26,48 min, wie auch 2022 bei den Zentralamerikameisterschaften in Managua in 14:12,50 min. 2023 siegte er in 14:23,83 min bei den Zentralamerikameisterschaften in San José und gewann anschließend bei den Zentralamerika- und Karibikspielen in San Salvador in 29:43,97 min die Bronzemedaille über 10.000 Meter hinter dem Mexikaner Víctor Zambrano und Iván Darío González aus Kolumbien. Zudem belegte er in 14:15,28 min den vierten Platz über 5000 Meter. Daraufhin wurde er bei den Panamerikanischen Spielen in Santiago de Chile in 29:34,29 min Siebter über 10.000 Meter.

## Persönliche Bestzeiten
- 1500 Meter: 3:49,52 min, 9. Dezember 2017 in Managua
- 5000 Meter: 13:44,93 min, 20. April 2018 in Torrance
- 10.000 Meter: 28:29,50 min, 28. März 2019 in San Francisco
- Halbmarathon: 1:03:54 h, 20. Januar 2019 in Houston